# Gemma Jones
Gemma Jones (ur. 4 grudnia 1942 w Londynie w Wielkiej Brytanii) – brytyjska aktorka telewizyjna i filmowa. Znana przede wszystkim z filmów Rozważna i romantyczna, Dziennik Bridget Jones, Harry Potter i Komnata Tajemnic, Bridget Jones: W pogoni za rozumem oraz Bridget Jones 3.

## Filmografia
- Diabły (1971)
- Paperhouse (1988)
- Rozważna i romantyczna (1995)
- Feast of July (1995)
- Wilde. Historia pisarza (1997)
- Sztuka latania (1998)
- Kadet Winslow (1999)
- Cotton Mary (1999)
- Boskie jak diabli (2001)
- Dziennik Bridget Jones (2001)
- Harry Potter i Komnata Tajemnic (2002) jako Poppy Pomfrey
- Czekoladowy gang (2002)
- Rycerze z Szanghaju (2003)
- Bridget Jones: W pogoni za rozumem (2004)
- Delikatna (2005)
- Harry Potter i Książę Półkrwi (2009) jako Poppy Pomfrey
- Poznasz przystojnego bruneta (You Will Meet a Tall Dark Stranger, 2010) jako Helena Shepridge
- Bridget Jones 3 (Bridget Jones’s Baby, 2016) jako Pamela Jones, matka Bridget
- Bridget Jones: Szalejąc za facetem (Bridget Jones: Mad About the Boy) jako Pamela Jones